# Zgrubek zmienny
Zgrubek zmienny (Brachyta interrogationis) – gatunek chrząszcza z rodziny kózkowatych i podrodziny zmorsznikowych.

## Taksonomia
Gatunek ten opisany został w 1758 roku przez Karola Linneusza w 10. edycji Systema Naturae pod nazwą Leptura interrogationis.

## Morfologia
Chrząszcz o ciele długości od 9 do 18 mm. Z wyjątkiem pokryw ciało ubarwione czarno. Pokrywy mają żółte tło z czarnym wzorem. Wzór ten cechuje bardzo duża zmienność i na jego podstawie opisano ponad 150 aberracji. Niekiedy czerń na pokrywach może całkiem zanikać lub też zajmować całe pokrywy. Stopy tylnej pary odnóży mają pierwszy człon krótszy niż drugi i trzeci razem wzięte. Trzeci człon wszystkich stóp jest płatkowaty na ponad połowie długości.

## Ekologia

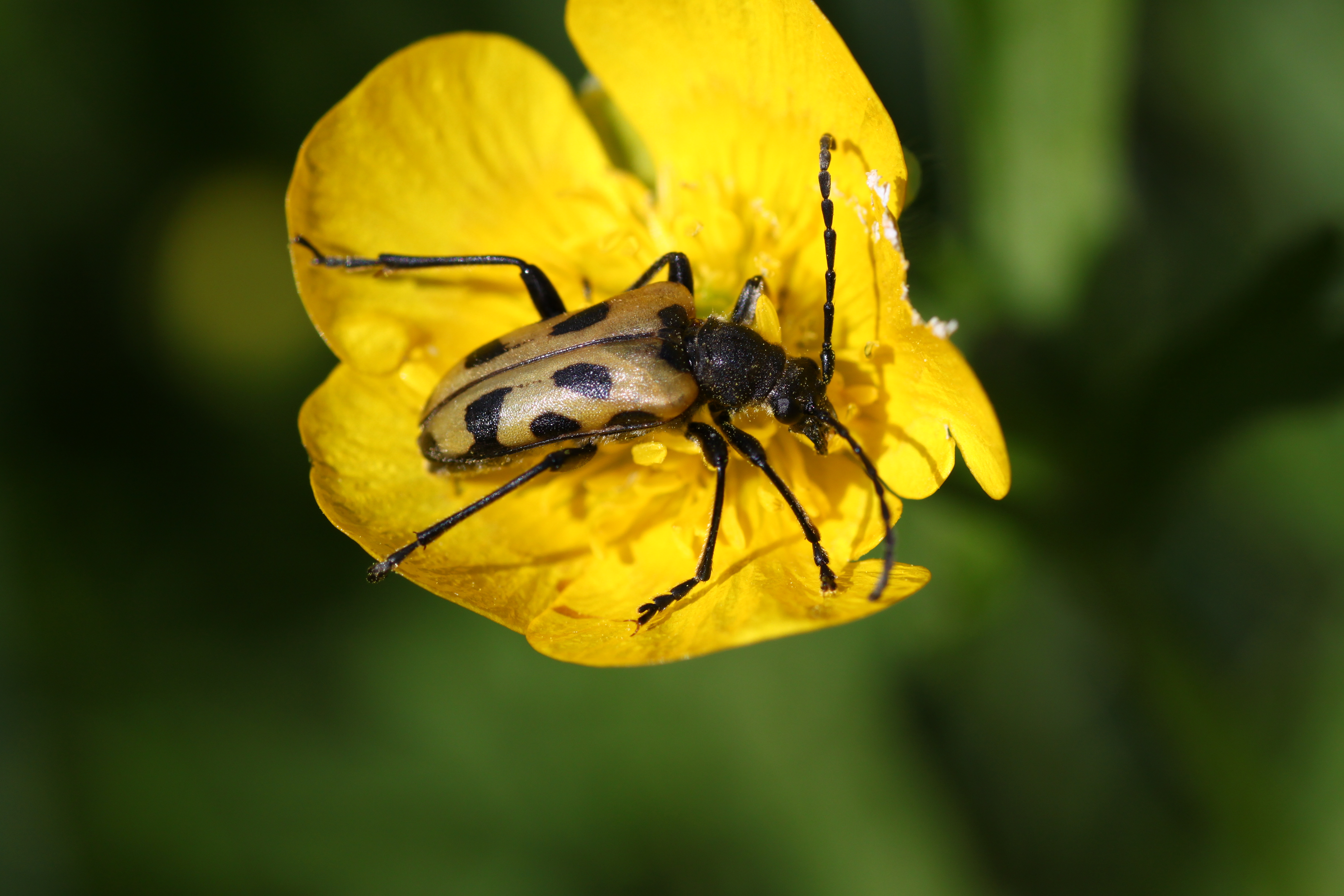
Owad dorosły na kwiecie

Larwy rozwijają się w glebie, żerując na korzeniach bylin, w których drążą podłużne chodniki. Po 1–2 zimowaniach tworzą komorę poczwarkową, którą imagines opuszczają w maju i czerwcu. Dorosłe chrząszcze spotyka się do sierpnia. Żerują na liściach, płatkach kwiatowych i pyłku dzięgla leśnego (Angelica silvestris), bodziszka leśnego (Geranium silvaticum), zawilców (Anemone), ostów (Carduus), barszczy (Heracleum) i przewiercieni (Bupleurum).

## Występowanie
Zasięg jego występowania rozciąga się od środkowej i północnej Europy, przez Syberię i Mongolię aż do Mandżurii, Korei i Japonii. W Europie jest borealno-górski, sięgając na południe do włoskich i francuskich Alp, a na północ za koło podbiegunowe. W Alpach spotykany na rzędnych do 2700 m n.p.m. W Polsce chrząszcz skrajnie rzadki, wykazywany z Pienin, Tatr, Zakopanego, Babiej Góry i Rabki. Jedyna informacja o występowaniu na północy Polski (Braniewo) pochodzi z publikacji z 1857, ale istnieje możliwość jego znalezienia w północno-wschodniej części kraju.